# Panserfregat Peder Skram
Panserfregatten Peder Skram blev påbegyndt på Orlogsværftet 19. maj 1859 som en træbygget fregat med dampmaskineri. Peder Skram skulle være en større udgave af fregatten Jylland, som var blevet påbegyndt to år tidligere. Fra 1860 diskuterede man i Danmark anvendelsen af panser på krigsskibene, inspireret af byggeprogrammerne i Frankrig og England. Efter slaget ved Hampton Roads i marts 1862, stod panserskibets overlegenhed klar, og det blev besluttet at færdigbygge Peder Skram som pansret fregat. I første omgang koncentrerede Orlogsværftet kræfterne om at gøre ombygningen af linjeskibet Dannebrog færdig, og først i sommeren 1863 genoptog man bygningen af Peder Skram. Panserpladerne blev leveret fra England, og blev tilvirket hos Baumgarten & Burmeister, som også leverede dampmaskinen, der var den hidtil kraftigste på et dansk krigsskib. Skroget blev udformet, så der blev et indhak i pansringen agter, hvorved det blev muligt at flytte kanoner fra bredsiden, hvis der var behov for at skyde bagud (se illustration i infoboks). Skibet var opkaldt efter søhelten, admiral Peder Skram. Otto Fredrik Suenson var skibets konstruktør.

## Tjeneste
Skibet blev afleveret fra Orlogsværftet i sommeren 1866, og det første togt var som eskorteskib for kongeskibet Slesvig, der transporterede Prinsesse Dagmar til hendes bryllup i Sankt Petersborg. I 1867 var Peder Skram igen udrustet og på togt, og i 1870 indgik det for første og eneste gang i årets eskadre. Allerede i 1885 udgik Peder Skram af flåden, og maskineri og panser blev fjernet. En del af panseret blev genanvendt i Københavns befæstning. Peder Skram var herefter i en årrække reservekaserneskib og senere mål for skydeøvelser. Det blev ophugget i 1897.